# جيم فرانكلين
جيم فرانكلين (بالإنجليزية: Jim Franklin)‏ هو مخرج بريطاني، ولد في القرن العشرين.

## وصلات خارجية
- جيم فرانكلين على موقع IMDb (الإنجليزية)
- جيم فرانكلين على موقع قاعدة بيانات الفيلم (الإنجليزية)